# Márton Kövér
Márton Kövér (Budapest, 24 de octubre de 1987) es un deportista húngaro que compite en piragüismo en la modalidad de maratón.
Ganó diecisiete medallas en el Campeonato Mundial de Piragüismo en Maratón entre los años 2010 y 2023, y catorce medallas en el Campeonato Europeo de Piragüismo en Maratón entre los años 2007 y 2023.

## Palmarés internacional
| \| Campeonato Mundial \| Campeonato Mundial \| Campeonato Mundial \| Campeonato Mundial \| \| Año \| Lugar \| Medalla \| Competición \| \| ------------------ \| ------------------------------ \| ------------------ \| ------------------ \| \| 2010 \| Bañolas (España) \| Medalla de bronce \| C2 \| \| 2011 \| Singapur (Singapur) \| Medalla de oro \| C2 \| \| 2012 \| Roma (Italia) \| Medalla de plata \| C2 \| \| 2013 \| Copenhague (Dinamarca) \| Medalla de oro \| C1 \| \| 2013 \| Copenhague (Dinamarca) \| Medalla de bronce \| C2 \| \| 2014 \| Oklahoma City (Estados Unidos) \| Medalla de oro \| C2 \| \| 2014 \| Oklahoma City (Estados Unidos) \| Medalla de plata \| C1 \| \| 2015 \| Győr (Hungría) \| Medalla de oro \| C1 \| \| 2015 \| Győr (Hungría) \| Medalla de oro \| C2 \| \| 2016 \| Brandeburgo (Alemania) \| Medalla de oro \| C1 \| \| 2016 \| Brandeburgo (Alemania) \| Medalla de oro \| C2 \| \| 2017 \| Pietermaritzburg (Sudáfrica) \| Medalla de oro \| C1 \| \| 2017 \| Pietermaritzburg (Sudáfrica) \| Medalla de oro \| C2 \| \| 2021 \| Pitești (Rumania) \| Medalla de plata \| C1 \| \| 2021 \| Pitești (Rumania) \| Medalla de bronce \| C2 \| \| 2022 \| Ponte de Lima (Portugal) \| Medalla de plata \| C1 \| \| 2023 \| Vejen (Dinamarca) \| Medalla de plata \| C1 \| \| Campeonato Europeo \| \| \| \| \| Año \| Lugar \| Medalla \| Competición \| \| 2007 \| Trenčín (Eslovaquia) \| Medalla de oro \| C2 \| \| 2011 \| Saint-Jean-de-Losne (Francia) \| Medalla de oro \| C2 \| \| 2013 \| Vila Verde (Portugal) \| Medalla de plata \| C2 \| \| 2014 \| Piešťany (Eslovaquia) \| Medalla de plata \| C1 \| \| 2015 \| Bohinj (Eslovenia) \| Medalla de oro \| C1 \| \| 2015 \| Bohinj (Eslovenia) \| Medalla de oro \| C2 \| \| 2016 \| Pontevedra (España) \| Medalla de plata \| C1 \| \| 2016 \| Pontevedra (España) \| Medalla de bronce \| C2 \| \| 2017 \| Ponte de Lima (Portugal) \| Medalla de oro \| C1 \| \| 2017 \| Ponte de Lima (Portugal) \| Medalla de plata \| C2 \| \| 2019 \| Decize (Francia) \| Medalla de plata \| C1 \| \| 2021 \| Moscú (Rusia) \| Medalla de oro \| C1 \| \| 2021 \| Moscú (Rusia) \| Medalla de oro \| C2 \| \| 2023 \| Slavonski Brod (Croacia) \| Medalla de plata \| C1 \| |                                |                   |             |
| Campeonato Mundial |                                |                   |             |
| Año | Lugar                          | Medalla           | Competición |
| 2010 | Bañolas (España)               | Medalla de bronce | C2          |
| 2011 | Singapur (Singapur)            | Medalla de oro    | C2          |
| 2012 | Roma (Italia)                  | Medalla de plata  | C2          |
| 2013 | Copenhague (Dinamarca)         | Medalla de oro    | C1          |
| 2013 | Copenhague (Dinamarca)         | Medalla de bronce | C2          |
| 2014 | Oklahoma City (Estados Unidos) | Medalla de oro    | C2          |
| 2014 | Oklahoma City (Estados Unidos) | Medalla de plata  | C1          |
| 2015 | Győr (Hungría)                 | Medalla de oro    | C1          |
| 2015 | Győr (Hungría)                 | Medalla de oro    | C2          |
| 2016 | Brandeburgo (Alemania)         | Medalla de oro    | C1          |
| 2016 | Brandeburgo (Alemania)         | Medalla de oro    | C2          |
| 2017 | Pietermaritzburg (Sudáfrica)   | Medalla de oro    | C1          |
| 2017 | Pietermaritzburg (Sudáfrica)   | Medalla de oro    | C2          |
| 2021 | Pitești (Rumania)              | Medalla de plata  | C1          |
| 2021 | Pitești (Rumania)              | Medalla de bronce | C2          |
| 2022 | Ponte de Lima (Portugal)       | Medalla de plata  | C1          |
| 2023 | Vejen (Dinamarca)              | Medalla de plata  | C1          |
| Campeonato Europeo |                                |                   |             |
| Año | Lugar                          | Medalla           | Competición |
| 2007 | Trenčín (Eslovaquia)           | Medalla de oro    | C2          |
| 2011 | Saint-Jean-de-Losne (Francia)  | Medalla de oro    | C2          |
| 2013 | Vila Verde (Portugal)          | Medalla de plata  | C2          |
| 2014 | Piešťany (Eslovaquia)          | Medalla de plata  | C1          |
| 2015 | Bohinj (Eslovenia)             | Medalla de oro    | C1          |
| 2015 | Bohinj (Eslovenia)             | Medalla de oro    | C2          |
| 2016 | Pontevedra (España)            | Medalla de plata  | C1          |
| 2016 | Pontevedra (España)            | Medalla de bronce | C2          |
| 2017 | Ponte de Lima (Portugal)       | Medalla de oro    | C1          |
| 2017 | Ponte de Lima (Portugal)       | Medalla de plata  | C2          |
| 2019 | Decize (Francia)               | Medalla de plata  | C1          |
| 2021 | Moscú (Rusia)                  | Medalla de oro    | C1          |
| 2021 | Moscú (Rusia)                  | Medalla de oro    | C2          |
| 2023 | Slavonski Brod (Croacia)       | Medalla de plata  | C1          |